# 索尔比亚泰阿尔诺
索尔比亚泰阿尔诺（義大利語：Solbiate Arno），是意大利瓦雷泽省的一个市镇。总面积3.01平方公里，人口4296人，人口密度1427.2人/平方公里（2009年）。国家统计（ISTAT）代码为012121。